# Polskie Archiwum Wojenne

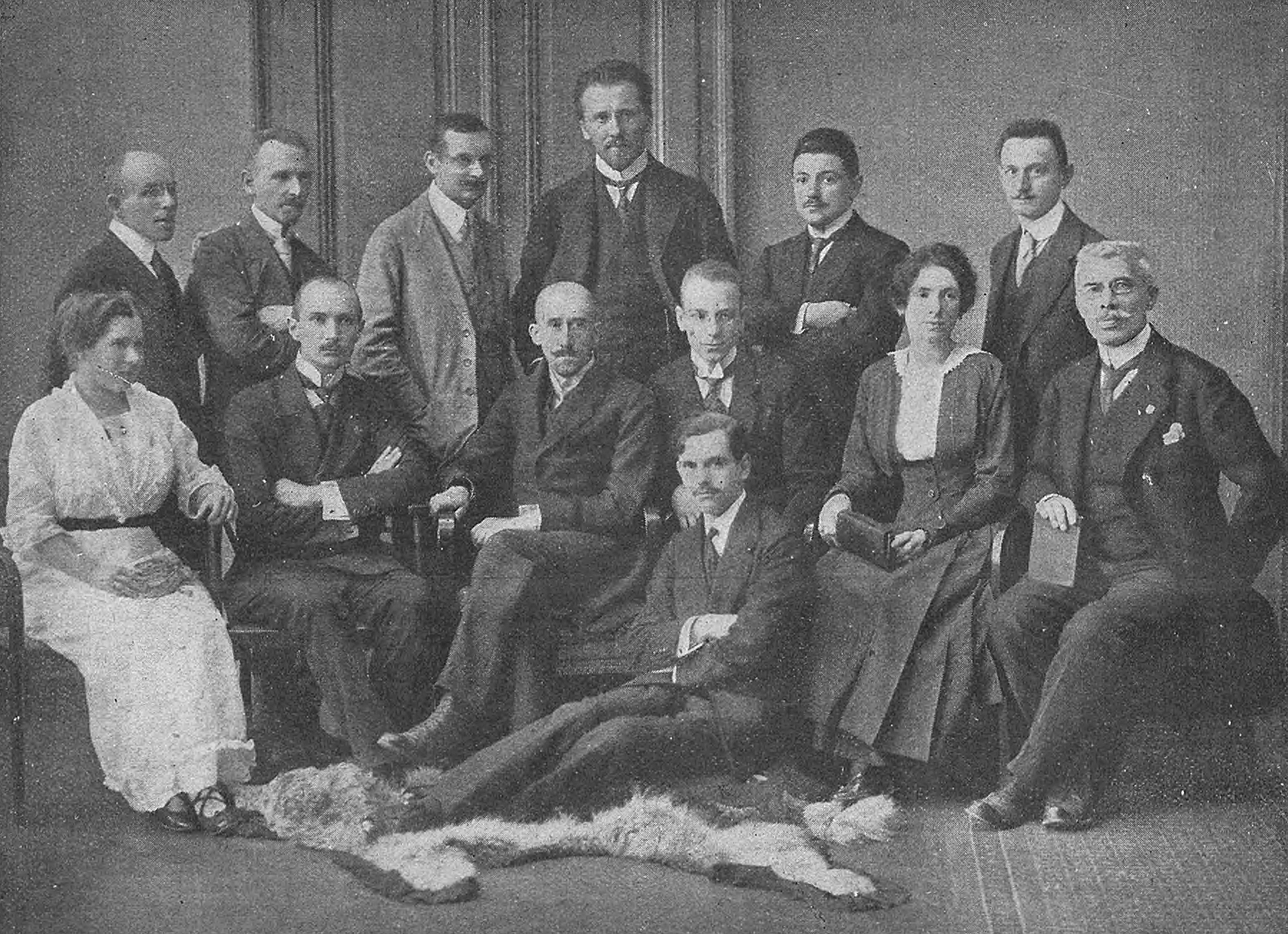
Zarząd Polskiego Archiwum Wojennego w 1915

Polskie Archiwum Wojenne powstało podczas I wojny światowej na początku 1915 w Wiedniu. Jego założyciele za cel przyjęli gromadzenie pamiątek i dokumentów dla sprawy polskiej oraz dotyczącego udziału Polaków w walkach. W zawiązanym Komitecie PAW zasiedli wybitni przedstawiciele nauki polskiej: prof. Oswald Balzer, ks. bp Władysław Bandurski, dr Kazimierz Chłędowski, prof. Kazimierz Kostanecki, prof. Kazimierz Twardowski, a przewodniczącym zarządu został Władysław Semkowicz. Do składu zarządu w 1915 weszli Stefan Vrtel, Jan Bystroń, Leopold Wołowicz, Marian Janelli, Antoni Cieszyński, Władysław Witwicki, Jan Rutkowski, Mieczysław Kwiatkowski, Ida Wieniewska, Aniela Wolańska, Teodor Nacher, Stefan Mękarski. W pierwszym półroczu działalności PAW zgromadziło spory zbiór. W Wiedniu Archiwum ulokowano przy Wallnerstrasse 1a.